# João Lameira
João Pedro Santos Lameira (nascut el 19 d'abril de 1999) és un futbolista professional portuguès que juga a l'SCU Torreense com a migcampista.

## Carrera de club
El 22 de setembre de 2018, Lameira va fer el seu debut professional amb el FC Porto B en un partit de la LigaPro 2017-18 contra l'Oliveirense

## Palmarès

### Internacional
Portugal
- Campionat d'Europa sub-17 de la UEFA: 2016[2]